# Władysław Szubiński

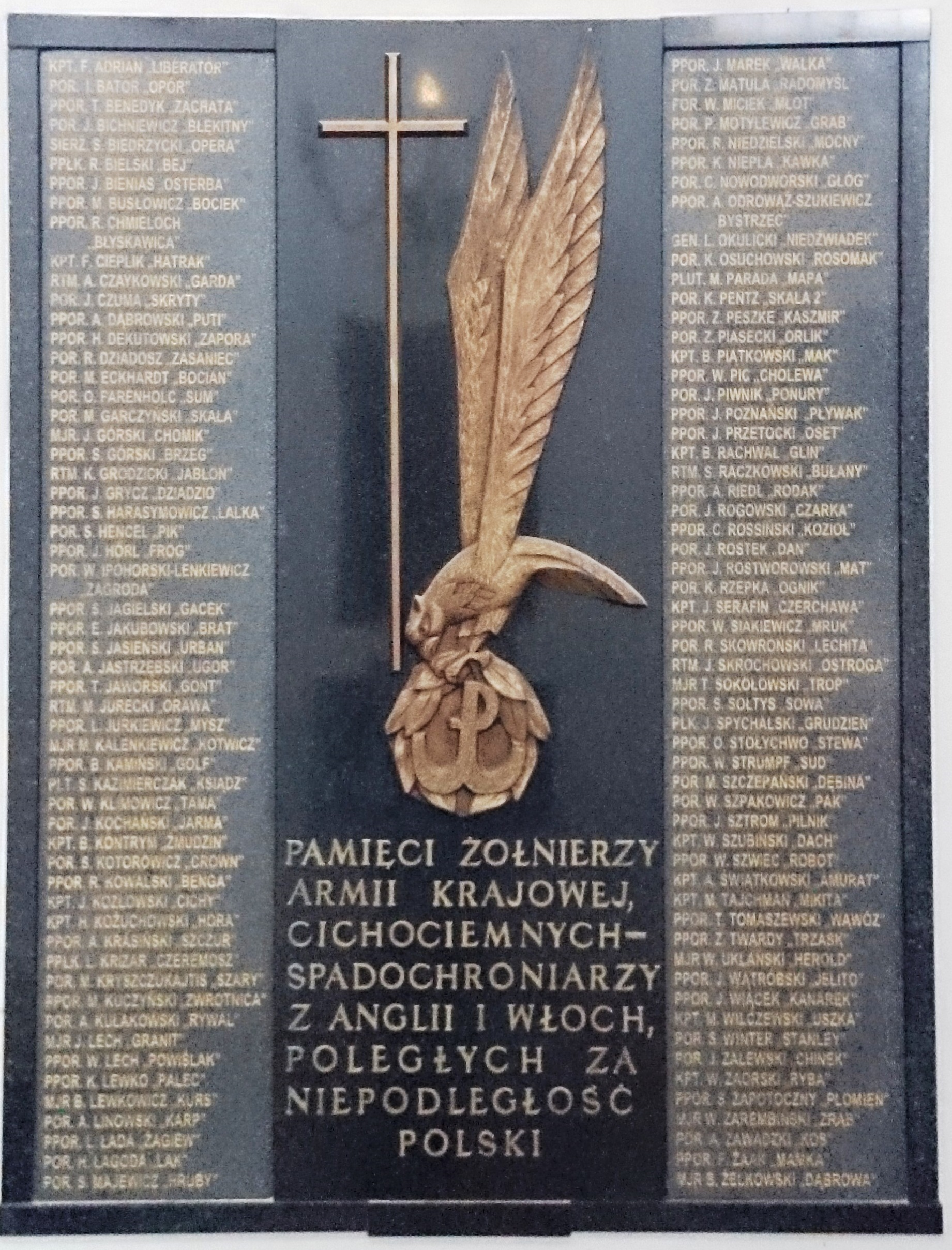
Tablica w kościele św. Jacka w Warszawie, upamiętniająca poległych cichociemnych, w tym Władysława Szubińskiego

Władysław Szubiński vel Władysław Szumski vel Marcin Matysiak, pseud.: Dach, Żydówa, Asessor, Karol (ur. 31 sierpnia 1911 w Ruminie, zm. w 1942) – kapitan artylerii Wojska Polskiego, cichociemny.

## Życiorys
Po ukończeniu szkoły powszechnej w Koninie w 1926 roku wstąpił do Korpusu Kadetów Nr 2 w Chełmnie. W 1931 roku ukończył je i zdał maturę. Wstąpił do Szkoły Podchorążych Artylerii w Toruniu. Od 8 sierpnia 1933 roku służył na stanowisku dowódcy II plutonu 5 baterii 22 pułku artylerii lekkiej. Był jednocześnie oficerem ogniowym i zastępcą dowódcy baterii.
We wrześniu 1939 roku służył jako dowódca 9 baterii swojego macierzystego pułku. Walczył na całym szlaku Armii „Kraków”. 25 września w Przemyślu dostał się do niewoli niemieckiej, z której uciekł w Krakowie 25 listopada. W nocy z 2 na 3 grudnia przekroczył granicę polsko-węgierską. Był internowany na Węgrzech. Po ucieczce, w lutym 1940 roku dotarł do Francji, gdzie został skierowany do Ośrodka Wyszkolenia Oficerów Artylerii w La Roche-sur-Yon, a 4 kwietnia – do 4 pułku artylerii lekkiej. Od 9 kwietnia uczestniczył w kursie dowódców baterii i oficerów ogniowych w Camp de Coëtquidan. Od 19 maja był zastępcą dowódcy baterii podchorążych powyższego pułku.
W czerwcu 1940 roku ewakuował się do Wielkiej Brytanii, gdzie przydzielono go do batalionu przeciwpancernego 1 Brygady Strzelców. Od sierpnia służył w 2 baterii I dywizjonu artylerii lekkiej. Po stażu w oddziałach brytyjskich powrócił na stanowisko oficera zwiadowczego w tym dywizjonie.
Zgłosił się do służby w kraju. Po przeszkoleniu w zakresie wywiadu (polska szkoła wywiadu pod kamuflażem Oficerskiego Kursu Doskonalenia Administracji Wojskowej)  i dywersji został zaprzysiężony 7 kwietnia 1942 roku w Oddziale VI Sztabu Naczelnego Wodza. Zrzutu dokonano w nocy z 2 na 3 października 1942 roku w ramach operacji „Lathe” dowodzonej przez por. naw. Mieczysława Kuźmickiego (zrzut na placówkę „Osa” położoną w pobliżu wsi Mokobody). Po aklimatyzacji w Warszawie dostał przydział do Referatu Wschód Wydziału Wywiadu Ofensywnego Oddziału II Informacyjno-Wywiadowczego sztabu Komendy Głównej AK.
Został aresztowany przez Gestapo 19 listopada 1942 roku w lokalu przy ul. Sękocińskiej 16 w Warszawie (prawdopodobnie wskutek lekkomyślnych rozmów o swoim przylocie do Polski). Został przewieziony na Pawiak. Jego dalsze losy są nieznane, prawdopodobnie został zamordowany na Pawiaku.

## Awanse
- podporucznik – ze starszeństwem z dniem 15 sierpnia 1933 roku
- porucznik – 19 marca 1937 roku
- kapitan – 3 października 1942 roku.

## Odznaczenia
- Krzyż Walecznych – czterokrotnie.

## Życie rodzinne
Był synem Stanisława i Magdaleny z domu Sobczak. Ożenił się z Zofią Bar (1913–1981). Nie mieli dzieci.

## Upamiętnienie
W lewej nawie kościoła św. Jacka przy ul. Freta w Warszawie odsłonięto w 1980 roku tablicę Pamięci żołnierzy Armii Krajowej, cichociemnych – spadochroniarzy z Anglii i Włoch, poległych za niepodległość Polski. Wśród wymienionych 110 poległych cichociemnych jest Władysław Szubiński.